# Турів
Ту́рів (біл. Ту́раў) — місто Білорусі, у Житковицькому районі Гомельської області. Розташоване на східному Поліссі, пристань на правому березі Прип'яті.

## Географія
Турів розташований на правому березі річки Прип'яті, на Поліській розмежувальній лінії.

## Історія

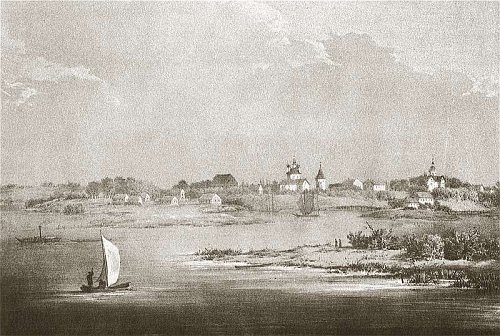
Наполеон Орда — Турів, 1856

Турів — старий княжий город на землі дреговичів. Уперше згаданий в літописі «Повісті минулих літ» під 980 роком. Походження назви пов'язують з ім'ям князя Дреговицької землі Тура, якого вважають засновником міста.
За київського князя Володимира Турівське князівство увійшло до складу Київської держави. У 988 році першим історично відомим князем який посів у місті був Святополк, син Володимира, під владою якого була Київська Русь. У 1005 році за правління Святополка у Турові утворена Турівська єпархія.
За правління другого сина Володимира Ярослава у Турові посів його син Ізяслав.
У X—XIII століттях був столицею удільного Турово-Пинського князівства та центром Турівської єпархії.
Узимку 1241 року місто зруйноване Батиєвою навалою. Після цього занепало й регіональним центром став Пінськ.
З 1320-тих років Турів належав до Великого Литовського Князівства (із середини XV ст. — до середини XVI століття Туровом володіли князі Острозькі).
Згадується у переліку руських міст далеких і близьких кінця XIV століття як «київське» місто.
У 1655—1659 роки входив складу Пинсько-Турівського полку Гетьманщини.
З 1793 року містечко Мозирського повіту Мінської губернії Російської імперії.
4 травня 1796 року у Варшаві дідичка «Турівського ключа» (складався з дільниці міста Турова, сіл Бураже, Рилаже, Ричів, Воросниця, Тереблиці, Короличі, Кароліш, Бакче, Гвинне, Дроздин) Йоанна Потоцька — донька Йоахіма Кароля Потоцького — підписала заповіт, яким заповідала його своїй доньці Маріанні Шимановській.
У 1917—1920 роках входив до складу до Української Народної Республіки.
Під час Другої світової війни німецький гарнізон у містечку становили 200 німців, 90 поліцаїв, 9 жандармів.
3 серпня 2004 року Рада Міністрів Республіки Білорусь надала Турову статус міста.

## Відомі люди
- Кирило Турівський — єпископ Турівський, руський мислитель[3];
- Василь Федорович Острозький — намісник турівський[7];
- Костянтин Іванович Острозький — власник міста;
- Василь Костянтин Острозький — уродженець міста.

## Пам'ятки
- Храм на честь всіх святих (XIX століття)